# Илијуполи
Илијуполи или Хилијуполи (грч. Ηλιούπολη Ilioupoli) насеље је у Грчкој и једно од великих предграђа главног града Атине. Илијуполи припада округу Средишња Атина у оквиру периферије Атика.

## Положај
Илијуполи се налази југоисточно од управних граница Атине. Удаљеност између средишта ова два насеља је свега 5 км.

## Становништво
Кретање броја становника у општини по пописима:
| 1981.  | 1991.  | 2001.  | 2011.  |
| ------ | ------ | ------ | ------ |
| 69.560 | 75.037 | 75.904 | 78.153 |